# Франклин, Джон
Джон Фра́нклин (англ. John Franklin; 16 апреля 1786, Спилсби, Линкольншир — 11 июня 1847, остров Кинг-Уильям) — английский мореплаватель, исследователь Арктики, контр-адмирал.

## Биография
Родился 16 апреля 1786 года в многодетной семье торговца в городе Спилсби (графство Линкольншир).
В 1799 году, в возрасте 14 лет, поступил на службу юнгой на каботажное судно. В 1801—1803 годах участвовал в экспедиции в Австралию под командованием Мэтью Флиндерса, в ходе которой занимался гидрографическими исследованиями. Участник Трафальгарской битвы (1805), был ранен в 1814 году в битве под Новым Орлеаном в ходе англо-американской войны.
В 1818 году в качестве командира судна «Трент» принял участие в британской арктической экспедиции, которая должна была достичь Берингова пролива, пройдя через Северный полюс (задача явно невыполнимая, но основанная на представлениях того времени о том, что в районе Северного полюса океан свободен от льдов). Экспедиция смогла продвинуться на север от Шпицбергена, но была вынуждена повернуть назад.
В 1819 году организовал и возглавил сухопутную экспедицию в Канаду, которая проделала путь от Гудзонова залива до залива Коронейшен. Затем она обследовала примерно 800 км северного американского побережья, вплоть до мыса Торнэгейн. Особенно трудным был обратный путь, который исследователи прошли, несмотря на голод и лишения.
В 1825—1827 годах возглавил новую экспедицию, участники которой на парусных шлюпках спустились до устья реки Макензи. После этого Франклин с одной частью экспедиции направился на запад, нанеся на карту в результате своего путешествия 600 км северного американского побережья, а другая часть, во главе с Фредериком Бичи — на восток.
Успешное завершение трудной экспедиции способствовало административной карьере Франклина. Сначала, после публикации результатов экспедиции в 1829 году, он был произведён в рыцари, а позже был назначен лейтенант-губернатором Земли Ван-Димена и занимал этот пост в 1837—1843 годах.

## Поиск Северо-Западного прохода
Вернувшись в Англию, Франклин возглавил экспедицию, направленную для поисков Северо-Западного прохода из Атлантического в Тихий океан на кораблях «Террор» и «Эребус». Отплытие состоялось 19 мая 1845 года. В течение более чем десяти лет о судьбе её участников не было никакой информации, несмотря на предпринимавшиеся поиски. В 1851—1852 годах для поисков Джона Франклина была снаряжена экспедиция, которую возглавил Уильям Кеннеди. Кеннеди открыл Беллов пролив, через который направился на запад, к острову Принца Уэльского, и проплыл вокруг него до мыса Уокер. Считая пролив Пила к югу от Беллова пролива закрытым, он не направился далее на юг, где, может быть, натолкнулся бы и на корабли Франклина, а вернулся в Англию.
Всего в общей сложности поисками экспедиции Франклина занимались 39 полярных экспедиций, многие из которых были снаряжены благодаря усилиям его жены, леди Джейн Франклин, потратившей на это всё своё состояние. Впервые следы пропавшей экспедиции были обнаружены шотландским исследователем Джоном Рэем в 1854 году. Исследуя остров Кинг-Вильям в 1854 году, на полуострове Бутия Рэй вступил в контакт с местным населением и получил достаточно много сведений о судьбе потерянной военно-морской экспедиции. 21 апреля 1854 года один из эскимосов рассказал ему о 35-40 белых людях, которые погибли от голода. Другой эскимос вскоре подтвердил эту информацию, добавив о случаях каннибализма среди умиравших моряков. Следы на останках погибших, а также содержание посуды вынудили Джона Рэя согласиться с тем, что среди членов экспедиции имели место факты каннибализма.
Заявления Рэя вызвали в Великобритании широкий общественный резонанс. Многие известные деятели, в том числе писатель Чарльз Диккенс, обвинили Рэя в «клевете» на моряков британского Королевского флота, основанной на «байках эскимосов».
Однако впоследствии случаи каннибализма были доказаны другими исследователями, в частности по следам на найденных костях членов экипажа. Эскимосы также показали ему другие доказательства пребывания в этой местности белых людей, в частности Рэй купил у эскимосов несколько серебряных ложек и вилок, позже было установлено, кому конкретно из членов пропавшей экспедиции принадлежали данные предметы.
Впоследствии в 1857—1859 годах экспедиция Фрэнсиса Мак-Клинтока обнаружила вещи участников экспедиции и останки некоторых из них. В найденных записках содержалась информация о том, что корабли вмёрзли во льды, которые так и не растаяли. Франклин пережил две зимовки во льдах и скончался 11 июня 1847 года в ходе третьей зимовки, как и все остальные участники экспедиции, погибшие от голода, холода и болезней.
Могила Франклина так и не была найдена. В Лондоне, в Вестминстерском аббатстве, где похоронены многие выдающиеся люди страны, ему установлен памятник. Ещё один памятник ему находится в его родном городе Спилсби. На Аляске и в Канаде в честь Франклина названы мыс, горы, залив и пролив.
В 2004 году на русский язык переведён роман немецкого писателя Стена Надольного «Открытие медлительности», художественно описывающий жизнь Франклина.
В 2007 году вышел криптоисторический роман «Террор» американского писателя Дэна Симмонса, посвящённый экспедиции Дж. Франклина. Основываясь на эскимосских легендах, Симмонс красочно описывает уничтожение участников экспедиции гигантским белым медведем-монстром Туунбаком.
9 сентября 2014 года премьер-министр Канады Стивен Харпер сообщил об обнаружении затонувших останков одного из кораблей экспедиции. Им стал HMS Erebus. 13 сентября 2016 года СМИ сообщили об обнаружении затонувшего «Террора» специалистами Arctic Research Foundation.

## Звания
- Лейтенант (11.02.1808)
- Коммандер (01.01.1821)
- Капитан (20.11.1822)
- Контр-адмирал (1852, звание присвоено посмертно)